# Parkway (Californie)
Pour les articles homonymes, voir Parkway.
Parkway est une census-designated place du comté de Sacramento, dans l'État de Californie, aux États-Unis,. En 2020, elle compte une population de 15 962 habitants.